# Claire Luce

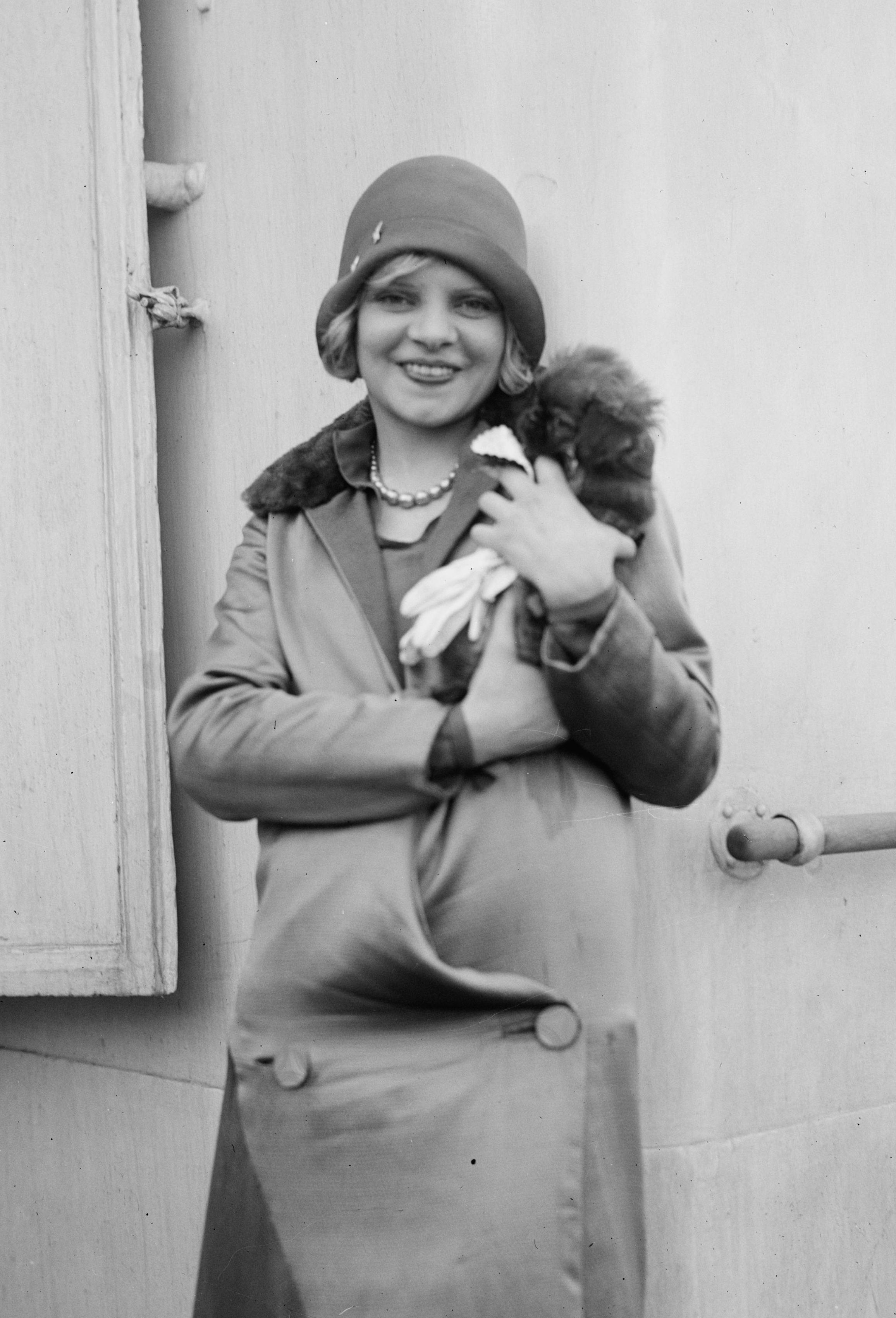
Claire Luce, 1930er Jahre

Claire Luce (* 15. Oktober 1903 in Syracuse, Vereinigte Staaten; † 31. August 1989 in New York City, Vereinigte Staaten) war eine US-amerikanische Bühnen- und Filmschauspielerin.

## Leben und Wirken
Claire Luce, seit ihrem 14. Lebensjahr ein Scheidungskind, tanzte bereits als Teenager vor Publikum in Ludlow, Massachusetts, und schloss sich mit 15 Jahren einer russischen Operntourneetruppe an, die sie als Ballerina einsetzte. Noch keine 20 Jahre alt, wurde sie am Broadway in New York als Tänzerin verpflichtet. Dort spielte Claire Luce ab August 1923 zunächst mehrere Rollen in Musikrevuen wie Little Jessie James, Music Box Revue, Dear Sir, No Foolin’ oder Ziegfeld Follies of 1927, die ihr vor allem tänzerisches wie gesangliches Können abverlangten. Ab 1929 kamen auch Auftritte in Komödien und Dramen wie Scarlet Pages und Society Girl hinzu, in denen Luces schauspielerisches Talent gefragt war. 1930 gab die blond gelockte Luce ihren Hollywood-Einstand vor der Kamera in dem frühen Tonfilm Up the River von John Ford. An ihrer Seite spielten zwei weitere unbekannte Filmnovizen: Spencer Tracy und Humphrey Bogart. Daraufhin kehrte Claire Luce an den Broadway zurück und trat mit großem Erfolg an der Seite von Fred Astaire in dem Musical Gay Divorce auf. Sie brachte es hier auf insgesamt 248 Vorstellungen. Anschließend ging Luce von 1935 bis 1937 für weitere Filme nach England, ohne mit diesen Leinwandwerken allerdings größere Spuren zu hinterlassen. Im Herbst 1937 fand sie sich wieder in New York ein und konnte nunmehr in John Steinbecks Drama Von Mäusen und Menschen in 207 Vorstellungen bis Mai 1938 auch als Charakterinterpretin überzeugen.
Mit diesem Stück kehrte Claire Luce noch im selben Jahr nach Großbritannien zurück, wo die Amerikanerin im September 1939 vom Ausbruch des Zweiten Weltkriegs überrascht wurde. Sie blieb auf den Britischen Inseln und engagierte sich in der Truppenbetreuung (ab 1941 auch für US-amerikanische Soldaten). 1942 sah man Claire Luce als Katharina in Shakespeares Komödie Der Widerspenstigen Zähmung. Sie galt als die erste US-Künstlerin, die Hauptrollen am Shakespeare Memorial Theatre in Stratford-on-Avon spielte. Auch nach Kriegsende 1945 sah man Luce in zahlreichen Shakespeare-Rollen. Wieder in den USA, kehrte Claire Luce an den Broadway heim und trat von Mai bis Juli 1947 in dem Drama Portrait in Black auf. Ab 1949 kehrte die New Yorkerin auch wieder vor die Kamera zurück und wirkte in Fernsehadaptionen von literarischen Vorlagen wie Jahrmarkt der Eitelkeit (Becky Sharp) und Peer Gynt auf, die bis 1955 in Reihen wie Colgate Theatre, Broadway Television Theatre und Matinee Theatre gesendet wurden. Nahezu zeitgleich, von 1950 bis 1952, trat Claire Luce auch nochmals am Broadway auf: sie spielte zentrale Rollen in den Stücken With a Silk Thread, Der Widerspenstigen Zähmung und Viel Lärm um nichts. Seit Mitte der 1960er Jahre, als sie mit ihrer One-Woman-Show an diversen Universitäts-Campussen zu sehen war, trat Claire Luce kaum mehr vor Publikum auf. Sie nahm stattdessen Gedichtalben auf (deren Cover sie überdies selbst gestaltete) und begann zu malen. Luce-Werke waren in Galerien in Manhattan sowie in Museen von Rochester und Southampton zu sehen.

## Filmografie
- 1930: Up the River
- 1935: Lazybones
- 1935: Vintage Vine
- 1937: Let’s Make a Night of It
- 1937: Over She Goes
- 1937: Under Secret Orders
- 1949: Becky Sharp (TV-Film)
- 1949: The Queen Bee (TV-Film)
- 1952: Peer Gynt (TV-Film, drei Teile)
- 1952: Death Trap
- 1953: Candlelight (TV-Film)
- 1953: Interference (TV-Film)
- 1954: Reflected Glory (TV-Film)
- 1955: Technique (TV-Film)
- 1955: Roman Fever (TV-Film)
- 1956: Hold My Hand and Run (TV-Film)